# هتل ای‌سی بلا اسکای کپنهاگ
هتل ای‌سی بلا اسکای کپنهاگ (به لاتین: AC Hotel Bella Sky Copenhagen) یک هتل در دانمارک است که در Copenhagen Municipality واقع شده‌است.